# 11941 Архінал
11941 Архінал (1993 KT1, 1990 FU1, 1992 BX5, 11941 Archinal) — астероїд головного поясу, відкритий 23 травня 1993 року.
Тіссеранів параметр щодо Юпітера — 3,775.